# Gymnothorax conspersus
Gymnothorax conspersus es una especie de pez de la familia de los morénidas en el orden de los Anguilliformes.

## Morfología
Los machos pueden llegar a alcanzar los 110 cm de longitud total.

## Distribución geográfica
Se encuentra desde el Golfo de México hasta Rio Grande do Sul (Brasil), incluyendo Carolina del Norte, Florida, las Antillas y Colombia.